# Prachteiderente

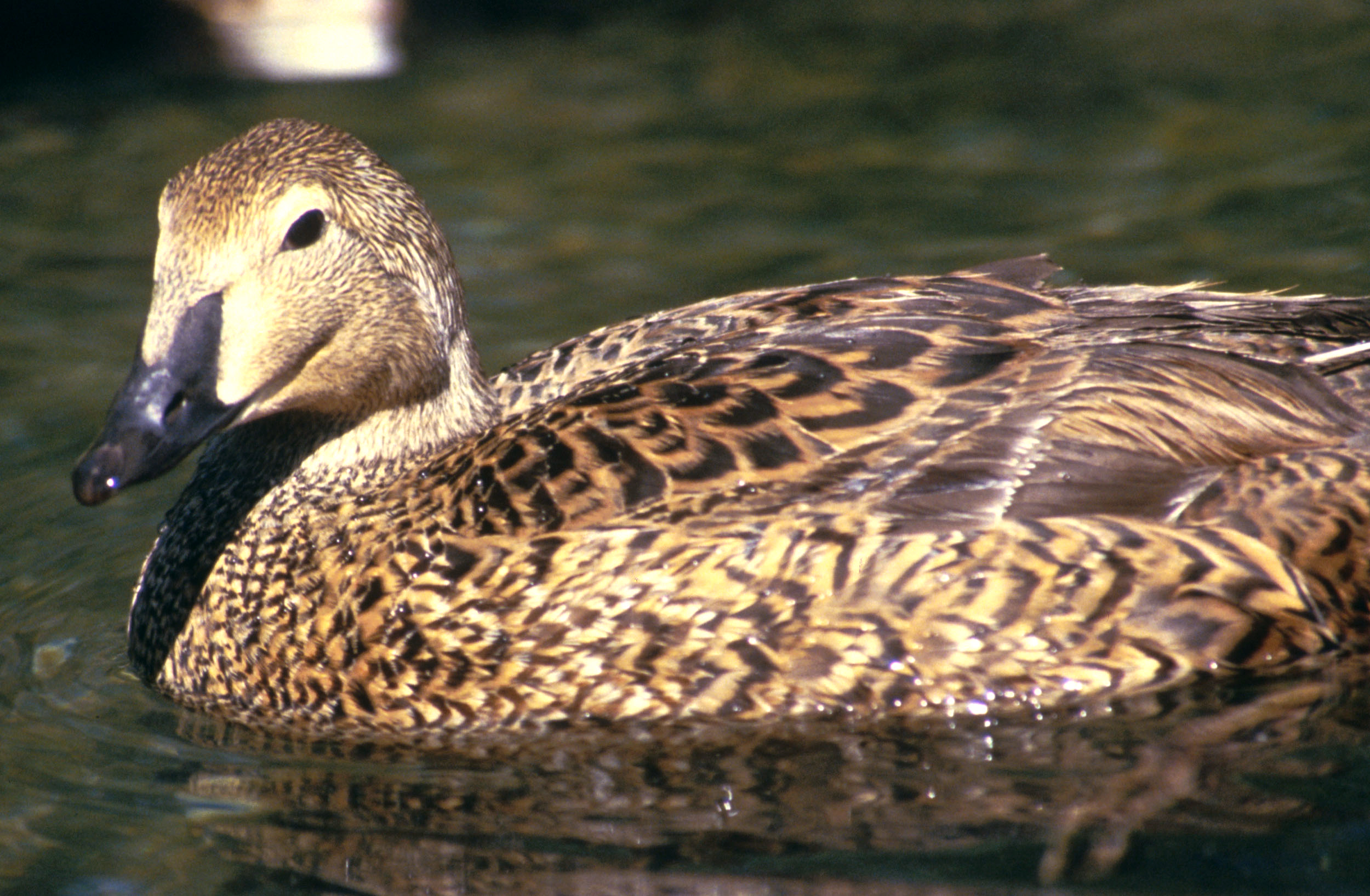
Weibchen

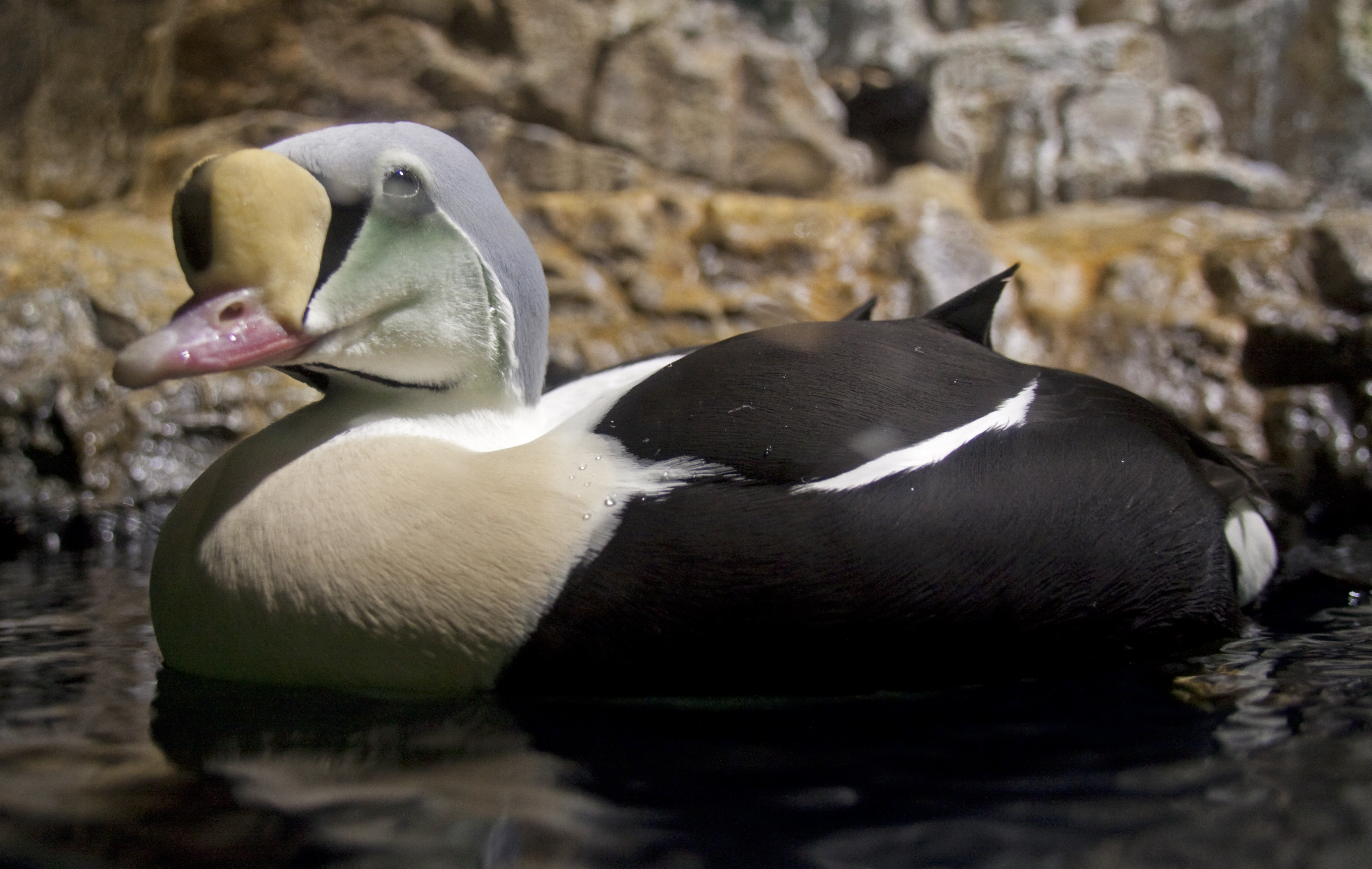
Männchen

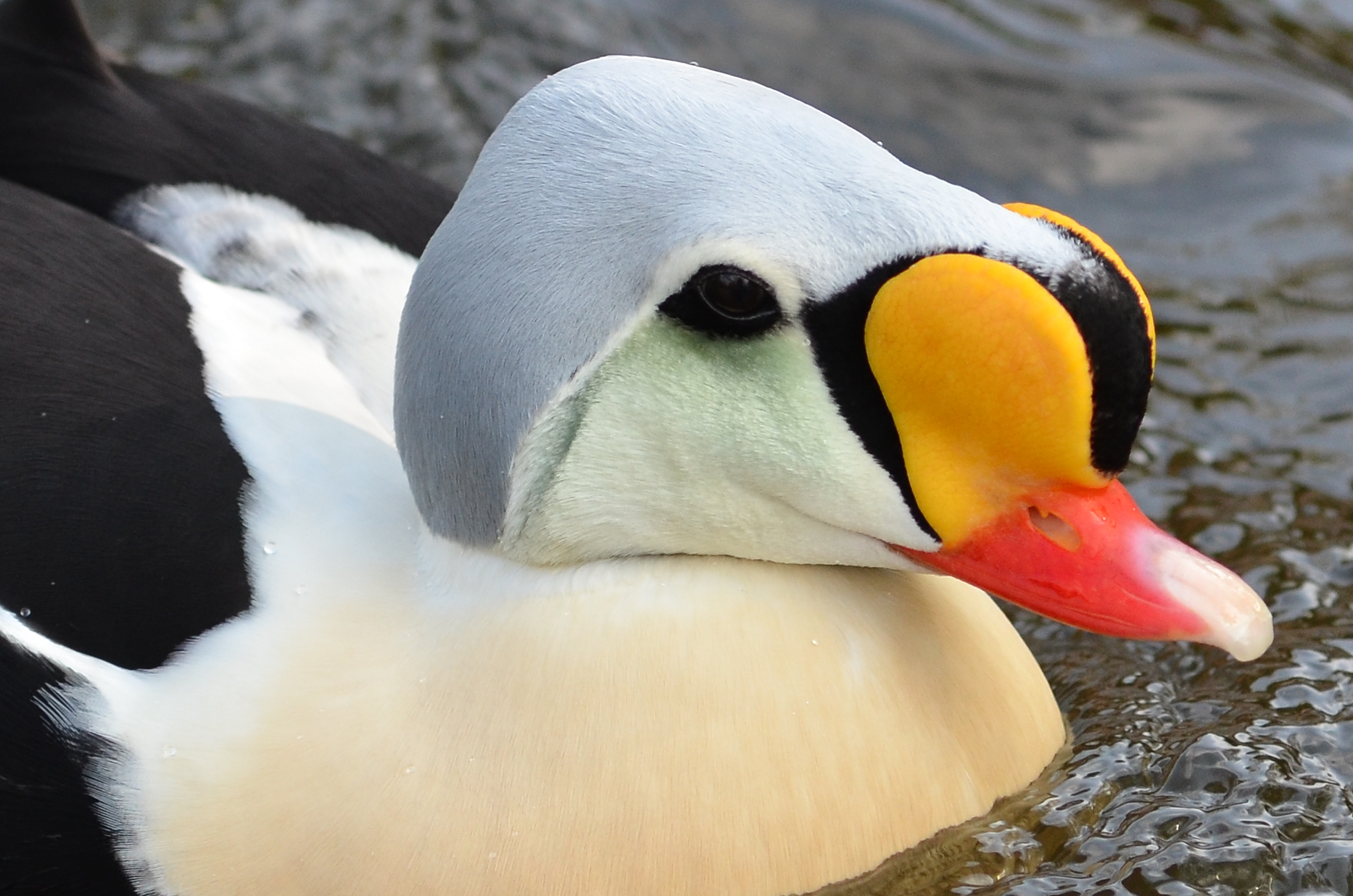
Der weithin auffällige Kopf des Männchens

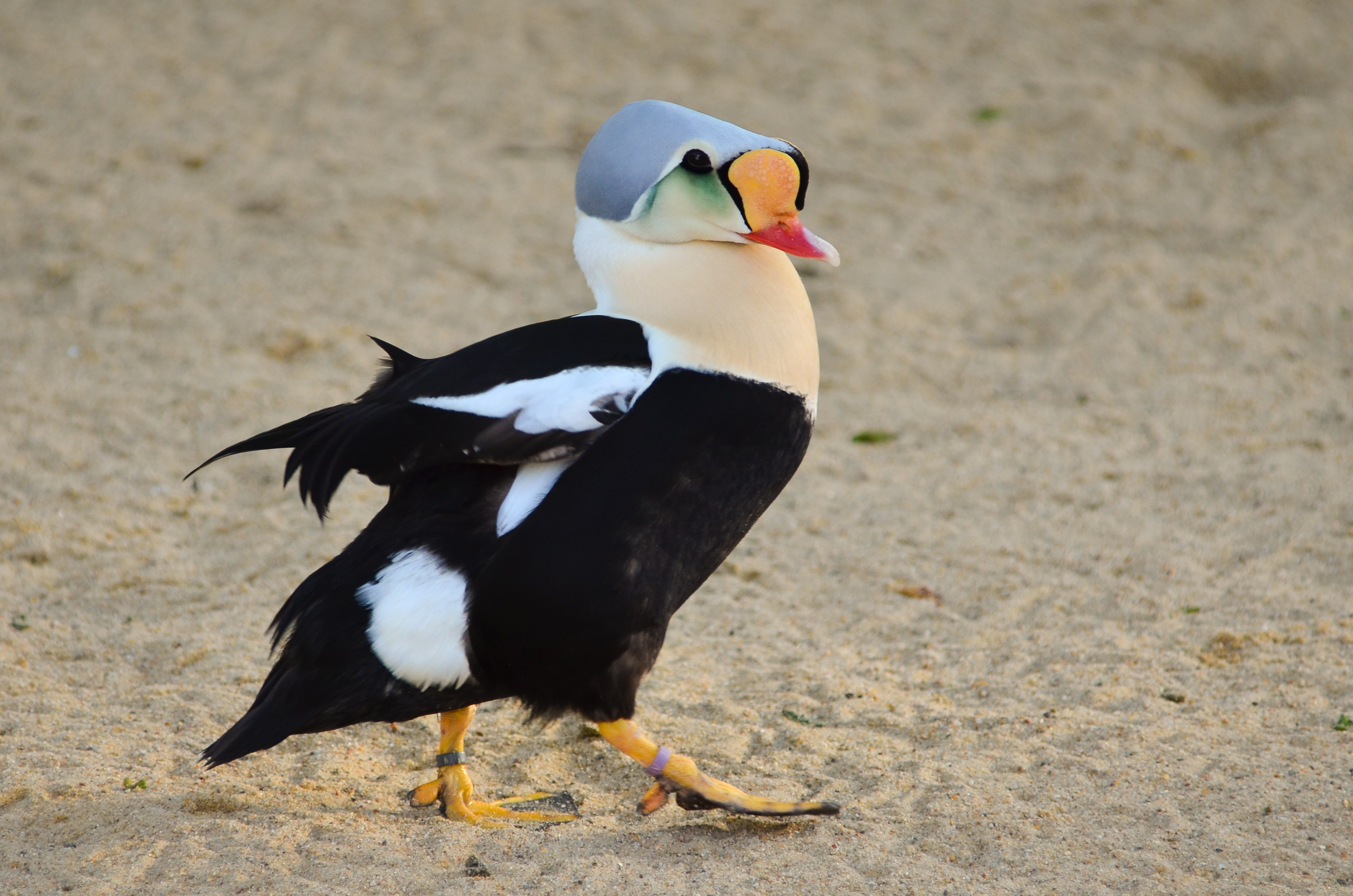
Gangart an Land (im Weltvogelpark Walsrode)

Die Prachteiderente (Somateria spectabilis), auch Königseiderente, ist eine Vogelart aus der Gattung der Eiderenten (Somateria) und der Familie der Entenvögel (Anatidae). Die Art, deren Männchen ein unverwechselbares Prachtkleid haben, brütet zirkumpolar an den Küsten und Inseln des nördlichen Eismeers. Wie bei vielen arktischen Vogelarten ist der Bestand der Prachteiderente starken Schwankungen unterworfen. Sie gilt jedoch insgesamt als nicht gefährdet. Während des Winterhalbjahres ist sie an den Küsten Skandinaviens und Islands zu beobachten. An den Küsten der Nord- und Ostsee ist sie nur vereinzelt als Irrgast zu sehen.

## Aussehen

### Erscheinungsmerkmal adulter Prachteiderenten
Die Prachteiderente ist mit 55 bis 63 cm Länge und einer Flügelspannweite von 87 bis 100 cm etwas kleiner als die zur selben Gattung gehörende Eiderente (Somateria mollissima). Das Männchen, der Erpel, ist unverwechselbar mit seinem schwarz gefärbten Körper, der weißen bis lachsfarbenen Brust und dem hellblauen Oberkopf und Nacken. Die Nackenfedern sind leicht verlängert, so dass sich eine Federhaube andeutet. Auffälligstes Merkmal des Erpels ist der zu einem Stirnhöcker erweiterte rote Oberschnabel. Er ist durch einen schwarzen Federkranz vom hellblauen Oberkopf abgesetzt. Die Wangen sind meergrün. Kinn und Kehle sind weiß. Das schwarze Gefieder des hinteren Körperteils ist durch ein schmales weißes Seitenband und einen fast runden weißen Fleck an den Bürzelseiten scharf abgesetzt. Geschlechtsreife Erpel haben wie die Weibchen sichelförmig gekrümmte innere Armschwingen. Im Ruhekleid sind die weißen Federn am Oberkopf durch schwarzbraune ersetzt. Die Kopfseiten und die Vorderbrust sind hell zimtbraun. Das übrige Körpergefieder ist dunkelbraun bis schwarzbraun.
Das Weibchen hat ein braunes Gefieder. Es kann aber anhand der Größe und dem Körperbau leicht von allen Enten außer anderen Eiderenten unterschieden werden. Verglichen mit den Weibchen der Eiderente ist bei den Weibchen der Prachteiderente das Gefieder rötlicher, der Schnabel ist etwas kürzer, und das Körpergefieder ist anders als bei der Eiderente nicht gebändert, sondern wirkt mit Ausnahme des Kopfes schuppenförmig getüpfelt. Brust und die Körperunterseite sind schwarzbraun. Der Schnabel und die Füße haben eine grünbraune Färbung. Die Iris ist schmutziggelb. Das Ruhekleid des Weibchens gleicht dem Brutkleid. Allerdings sind die Farbkontraste etwas schwächer ausgeprägt, und das schuppenförmige Muster seines Körpergefieders ist weniger auffällig.

### Erscheinungsbild der Jungvögel
Junge weibliche Prachteiderenten gleichen in ihrem Gefieder bereits den weiblichen Prachteiderenten sehr weitgehend. Allerdings ist die Tüpfelung noch wenig auffällig, und den Federsäumen fehlt das kräftige Zimtbraun, das bei den geschlechtsreifen Weibchen charakteristisch ist. Ähnlich wie bei den Eiderenten dauert es bei den jungen Erpeln einige Jahre, bis sie das Prachtkleid vollkommen ausgebildet haben. Im ersten Prachtkleid fehlt noch die blaue Kopfoberseite, und die weißen Federpartien sind noch von braunen Federn durchsetzt. Im zweiten Prachtkleid ist die Ähnlichkeit zum Prachtkleid adulter Erpel schon weiter gegeben, erst im dritten Jahr aber gleicht es dem der geschlechtsreifen Vögel. Auch der Stirnhöcker entwickelt sich erst mit der Zeit. Er ist zwar nach der Mauser ins erste Prachtkleid schon leicht vorhanden. Voll ausgebildet ist er jedoch erst im 3. oder 4. Jahr.

## Stimme
Die Prachteiderente ist verglichen mit der Eiderente weniger ruffreudig. Der Balzruf des Männchens ist ein dumpfes ruú go go oder gu-gruu gruúu-gruu. Es zeigt dabei die charakteristische Verbeugung nach hinten, wie sie auch bei den Erpeln der Eiderente zu beobachten ist. Dabei legt das Männchen den Kopf weit in den Nacken und wölbt die Brust nach vorne. Die Weibchen antworten auf die Balzrufe mit einem sonoren, rauen gok.

## Verbreitung und Lebensraum

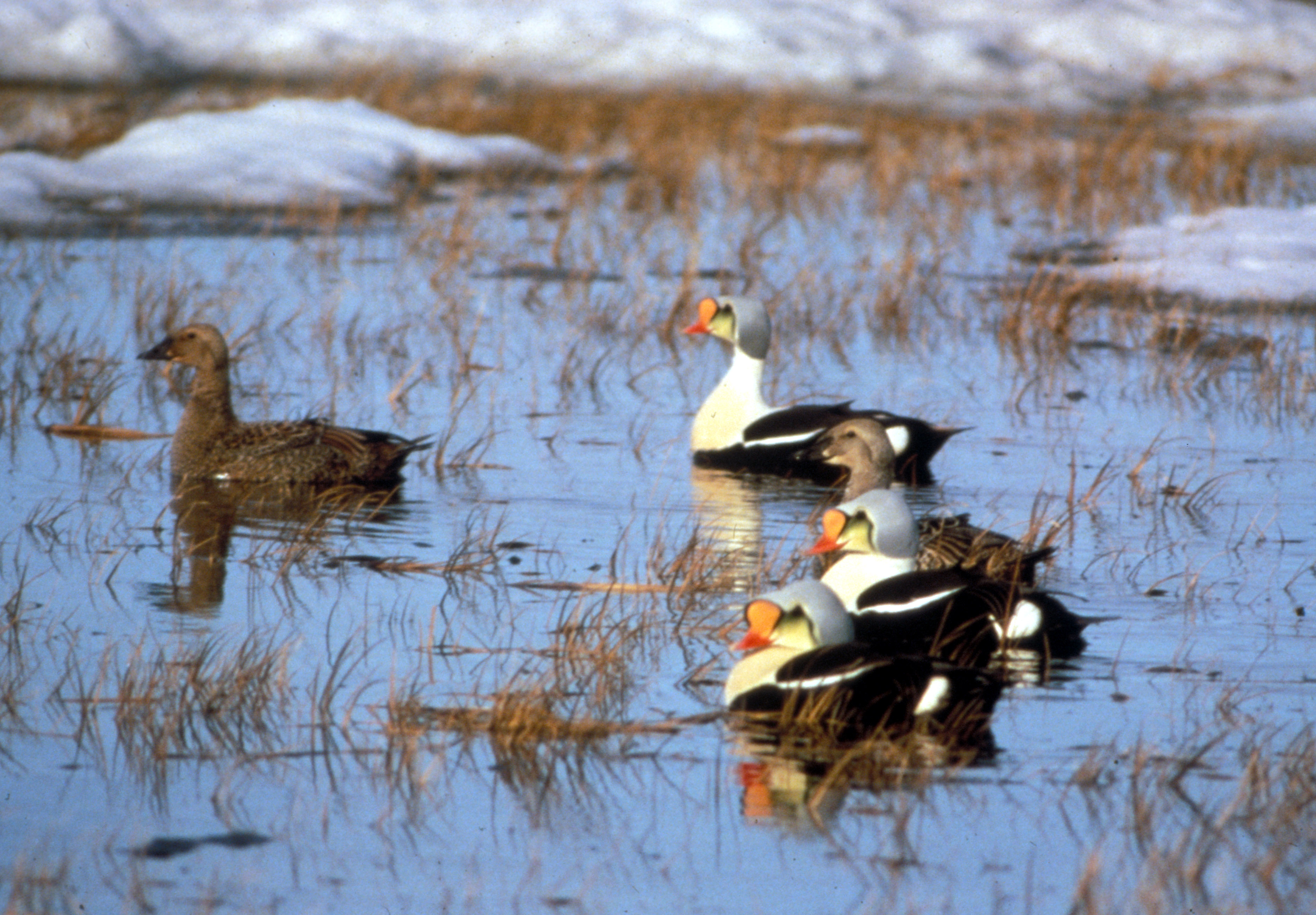
Trupp Prachteiderenten

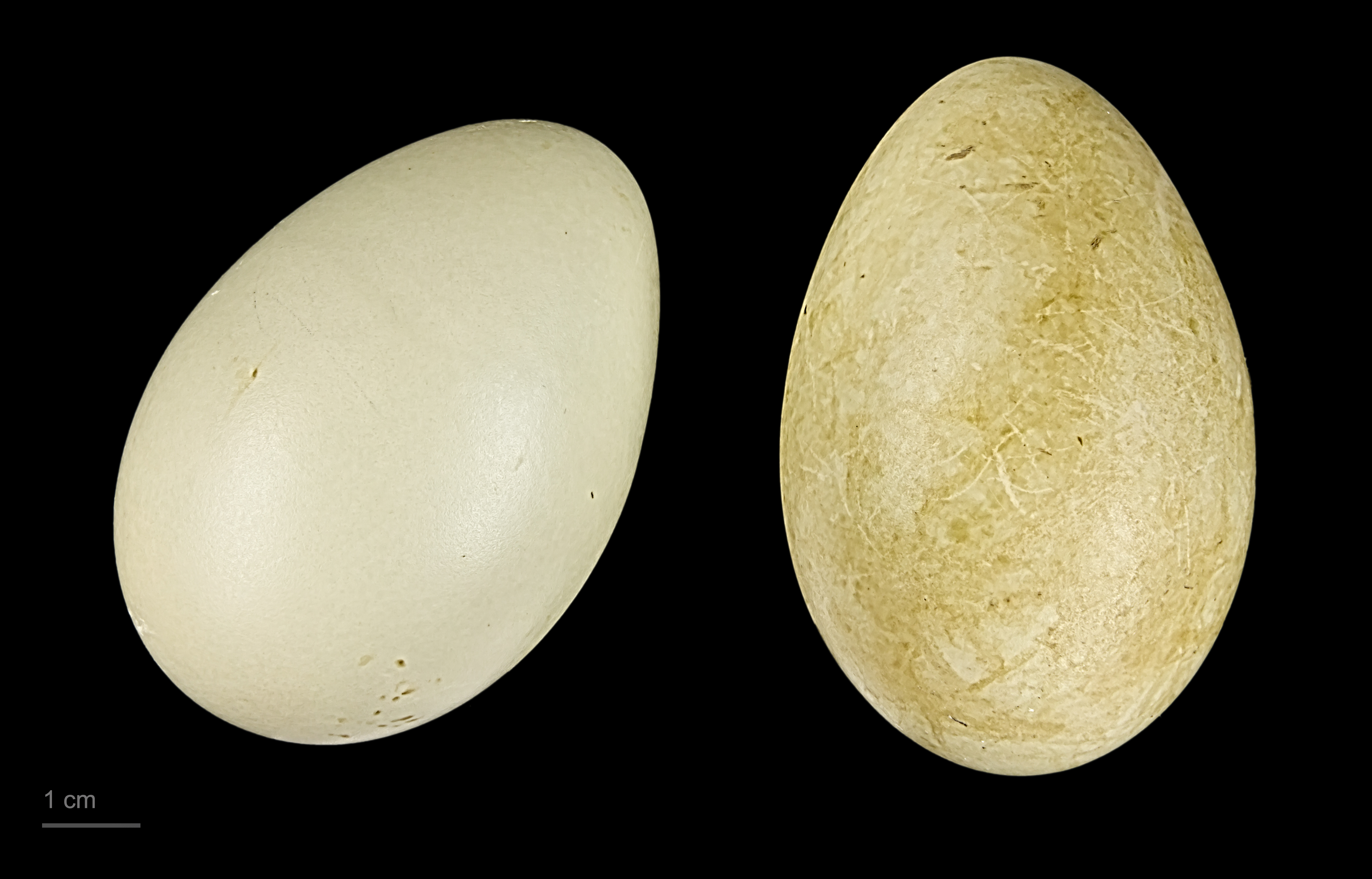
Eier der Prachteiderente

Die Prachteiderente brütet entlang der arktischen Küste von Nordosteuropa, Asien und Nordamerika. Das Brutgebiet ist nicht geschlossen, sondern weist besonders im atlantischen Bereich weite Verbreitungslücken auf. Die Prachteiderente fehlt zum Beispiel als Brutvogel auf Island und an den Küsten Norwegens, da auf Grund des warmen Golfstromes diese Regionen für Prachteiderenten als Brutstätte nicht geeignet sind. Sie kommt auf den nördlichen Polarmeeren in Küstennähe vor und wandert flussaufwärts auch bis zu 100 km ins Binnenland, wo sie dann oft an Seen brütet. Sie überwintert etwas weiter im Süden in Norwegen und im östlichen Kanada, wo sie in passenden Küstengewässern auch große Gruppen bilden kann. Schwerpunkt der Verbreitung ist die Subarktis. Ihre südliche Verbreitungsgrenze ist der Beginn der Strauchtundra. Sie brütet an der westlichen Küste Spitzbergens, auf der Kanin-Halbinsel, an der Jenissej-Mündung und auf dem südlichen und mittleren Teil von Nowaja Semlja. Sie kommt an der Küste Nordostsibiriens vor und ist dort bis zur Tschuktschen-Halbinsel verbreitet. In Ostsibirien brütet sie gelegentlich auch im Binnenland.
Prachteiderenten nutzen stärker als die Eiderenten die Gewässer der Tundra. Dies bedingt auch eine etwas andere Nahrungszusammensetzung.
Die Überwinterungsquartiere der Prachteiderente sind die Teile der arktischen Meere, die eisfrei bleiben. Zu den Überwinterungsquartieren gehört die Südwestküste Grönlands. Sie überwintert in kleinerer Zahl auch in Island und an den nördlichen schottischen Inseln. Überwinterungsgäste gibt es in geringer Zahl auch an der nördlichen und mittleren Küste Norwegens. Die Prachteiderente erscheint in dieser Jahreszeit auch verhältnismäßig häufig im nordöstlichen Teil der Ostsee. Es handelt sich dabei um Prachteiderenten, die auf den Inseln und an der Küste des Weißen Meeres brüten. An der dänischen, der südschwedischen sowie den west- und mitteleuropäischen Küsten ist die Prachteiderente ein verhältnismäßig seltener Irrgast.

## Nahrung
Die Prachteiderente ist eine omnivore Entenart. Allerdings spielt tierische Nahrung eine größere Rolle als pflanzliche. Hauptnahrung sind Wirbellose und zwar insbesondere Wasserinsekten wie Schnaken und Köcherfliegenlarven. Sie frisst außerdem in großen Mengen Mollusken und Stachelhäuter wie Seeigel, See- und Schlangensterne. Vermutlich nimmt sie auch Kleinnager zu sich, wenn diese sich in der Tundra stark vermehrt haben. An pflanzlicher Nahrung spielen vor allem die Samen von verschiedenen Wasserpflanzen eine Rolle.
Prachteiderenten suchen ihr Futter weiter draußen im Wasser als Eiderenten, in der Regel können sie auch größere Tauchtiefen erreichen. Im Allgemeinen gehen sie im Salzwasser in einer Tiefe von 15 Metern auf Futterjagd. Prachteiderenten jagen länger als Eiderenten und können bis zu zwei Minuten unter Wasser bleiben. Im Sommer wird die Nahrung aus den aufgetauten Tundrenseen geholt und besteht dann zum größten Teil aus Insektenlarven sowie Süßwasserkrustentieren.

## Fortpflanzung
Prachteiderenten kehren in ihre Brutgebiete zurück, sobald diese eisfrei sind. Dies ist häufig erst ab Mitte Mai und in strengen Wintern sogar erst Anfang Juni der Fall. Fortpflanzungsfähige Prachteiderenten halten sich häufig geraume Zeit an der Meeresküste in der Nähe ihrer Brutgebiete auf, bis die klimatischen Bedingungen es zulassen, dass sie ihre Brutplätze aufsuchen.  In der Regel sind sie schon verpaart, wenn sie in ihren Brutgebieten auftauchen. Die Balz wird aber bis zum Beginn der Brutphase fortgesetzt. Die Balzposen und -gesten gleichen weitgehend denen der Eiderente; die Prachteiderente bläht ihren weißen Hals allerdings stärker auf. Zu dem Balzrepertoire gehört auch eine nach vorne schiebende Kopfbewegung, die auf den Betrachter wirkt, als schöbe die Ente ein imaginäres Objekt weg.
Prachteiderenten brüten meist einzeln. Das unterscheidet sie unter anderem von den Eiderenten, die große Brutkolonien bilden. Wo allerdings die Lebensumstände günstig sind, stehen die Nester der Prachteiderente nahe beieinander. Sie brütet auch in der Nähe von Wildgänsen, in Möwenkolonien und baut ihr Nest gelegentlich auch in Eiderentenkolonien. Sie bastardisiert gelegentlich mit der Eiderente. Nach bisherigen Beobachtungen gehen aus solchen Kreuzungen allerdings nur männliche Tiere hervor.
Das Nest wird vom Weibchen gebaut und ist meist nicht mehr als eine flache Mulde. Wie die Eiderente nutzt die Prachteiderente die körpereigenen Daunen, um ihr Nest auszupolstern. Die Daunen der Prachteiderente sind gröber als die der Eiderente und das Nest wird mit deutlich weniger Daunen ausgelegt. Diese Daunen spielen deshalb auch keine wirtschaftliche Rolle für den Menschen. Das Gelege umfasst zwischen vier und sieben Eier von grüner bis bräunlicher Farbe. Die Brutdauer, bis die Dunenjungen schlüpfen, beträgt zwischen 22 und 23 Tage.

## Bestand
Der Gesamtbestand an Prachteiderenten wird auf 790.000 bis 930.000 Individuen geschätzt. Der europäische Brutbestand beträgt davon nur 37.000 bis 46.000 Brutpaare, der aber als stabil und ungefährdet gilt. Der Winterbestand in Nordeuropa beträgt mehr als 350.000 Individuen.

## Belege